# 尼克·吉林厄姆
尼克·吉林厄姆（英語：Nick Gillingham，1967年1月22日—），英国男子游泳运动员。他曾代表英国参加1988年、1992年和1996年夏季奥林匹克运动会游泳比赛，获得一枚银牌和一枚铜牌。